# Actinia fragacea
Anémone fraise, Actinie fraise
Espèce
Actinia fragacea, l’Anémone fraise ou Actinie fraise, est une espèce d’anémones de mer de la famille des Actiniidae.

## Répartition et habitat
Actinia fragacea se rencontre en mer du Nord, dans la Manche, dans l'Atlantique nord (depuis la Norvège jusqu'à l'Afrique du Nord) et en Méditerranée.
Elle vit rarement au-dessus l'étage infralittoral.  

## Description
Actinia fragacea atteint un diamètre de 10 cm (soit plus que celui d’Actinia equina).

## Biologie
L'anémone fraise est une anémone solitaire. Elle se nourrit de petits crustacés, de petits poissons et de déchets organiques.

## Systématique
Le nom valide complet (avec auteur) de ce taxon est Actinia fragacea Tugwell (d), 1856,.
Ce taxon porte en français les noms vernaculaires ou normalisés suivants : Anémone fraise, Actinie fraise.
Actinia fragacea a pour synonyme :
- Actinia equina var. fragacea Gosse

### Publication originale
- George Tugwell, A manual of the sea-anemones commonly found on the English coast (publication), Inconnu, Londres, 1856, [lire en ligne].